# Sant'Ambrogio di Torino
Sant'Ambrogio di Torino är en ort och kommun i storstadsregionen Turin, innan 2015 provinsen Turin, i regionen Piemonte, Italien. Kommunen hade 4 721 invånare (2017).